# Zamach na synagogę Al-Ghariba
Zamach na synagogę Al-Ghariba – atak terrorystyczny, na Synagogę Al-Ghariba w Ar-Rijadzie
W dniu 11 kwietnia 2002 na teren synagogi wjechała ciężarówka wypełniona gazem, następnie kierowca Nizar Ben Mohammed zdetonował cysternę. W wyniku zamachu zginęło 21 osób: 14 turystów z Niemiec, pięciu Tunezyjczyków i dwóch obywateli Francji, a ponad 30 osób zostało rannych. Do zamachu przyznała się Al-Ka’ida.

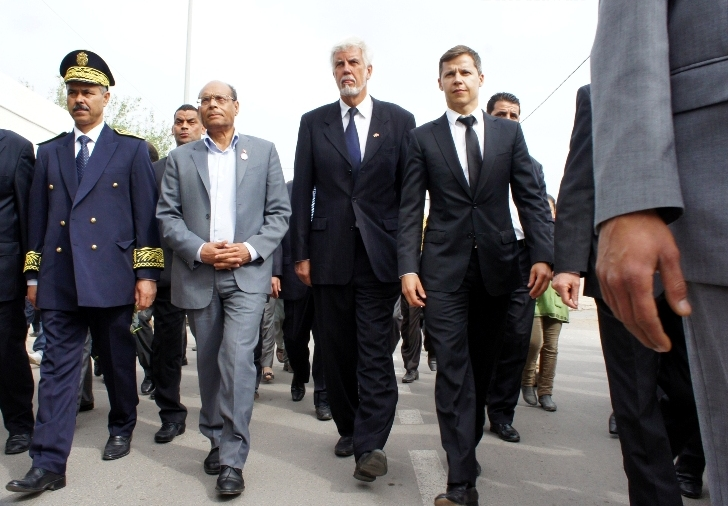
Marsz milczenia po zamachu
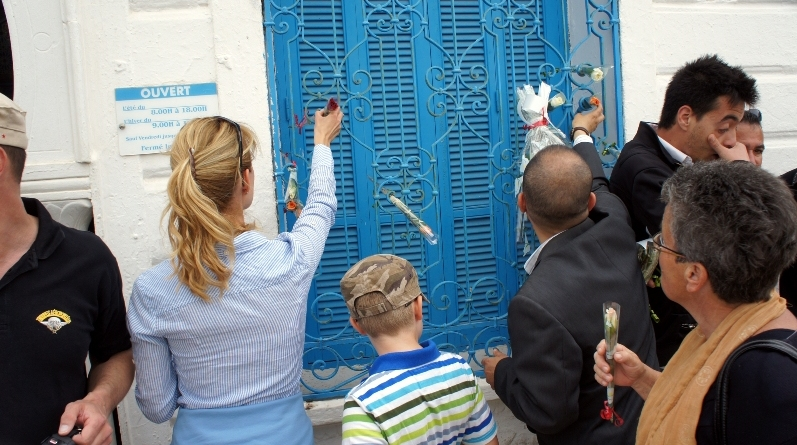
Upamiętnianie ofiar
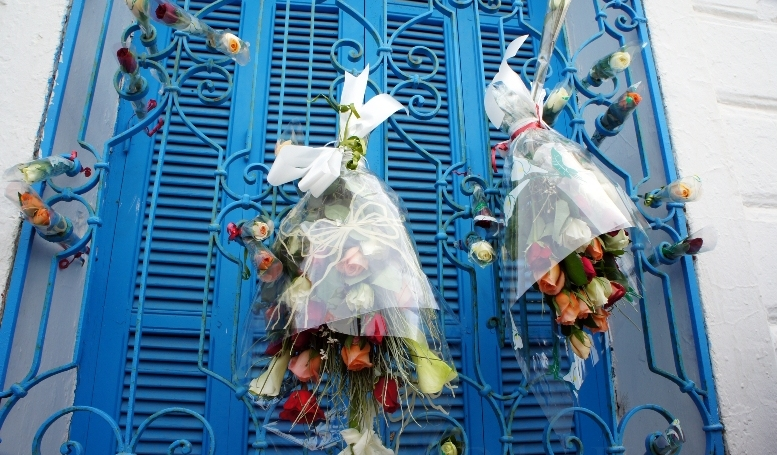
Kwiaty